# Nordkorea i olympiska sommarspelen 1980
Nordkorea deltog i de olympiska sommarspelen 1980 med en trupp bestående av 47 deltagare, 39 män och åtta kvinnor, vilka deltog i 40 tävlingar i åtta sporter. Landet slutade på 26:e plats i medaljligan, med tre silvermedaljer och två bronsmedaljer.

## Medaljer

### Silver
- Jang Se-Hong - Brottning, Lätt flugvikt, fristil
- Li Ho-Pyong - Brottning, Bantamvikt, fristil
- Ho Bong-Chol - Tyngdlyftning, Herrarnas 52 kg

### Brons
- Lee Byong-Uk - Boxning, Lätt flugvikt
- Han Gyong-Si - Tyngdlyftning, Herrarnas 52 kg

## Boxning
Nordkorea representerades av sex deltagare i boxningen.
| Idrottare     | Gren            | Omgång 1             | Omgång 2             | Omgång 3             | Kvartsfinal          | Semifinal            | Final                | Final     |
| Idrottare     | Gren            | Motståndare Resultat | Motståndare Resultat | Motståndare Resultat | Motståndare Resultat | Motståndare Resultat | Motståndare Resultat | Placering |
| ------------- | --------------- | -------------------- | -------------------- | -------------------- | -------------------- | -------------------- | -------------------- | --------- |
| Li Byong-Uk   | Lätt flugvikt   | Pielesiak (POL) 3-2  | Sosa (MEX) 3-2       | i.u.                 | Şchiopu (ROU) 4-1    | Sabirov (URS) 0-5    | Gick inte vidare     |           |
| Yo Ryon-Sik   | Flugvikt        | Dass (IND) 5-0       | Guevara (VEN) 4-1    | i.u.                 | Russell (IRL) 2-3    | Gick inte vidare     | Gick inte vidare     | 5         |
| Gu Young-Jo   | Fjädervikt      | Bye                  | Kosedowski (POL) 0-5 | Gick inte vidare     | Gick inte vidare     | Gick inte vidare     | Gick inte vidare     | 17        |
| Jong Jo-Ung   | Lättvikt        | Ghulam (AFG) RSC-2   | Demyanenko (URS) 0-5 | i.u.                 | Gick inte vidare     | Gick inte vidare     | Gick inte vidare     | 9         |
| Ryu Bun-Hwa   | Lätt weltervikt | Malakar (NEP) RSC-1  | Aguilar (CUB) 1-4    | i.u.                 | Gick inte vidare     | Gick inte vidare     | Gick inte vidare     | 9         |
| Jang Bong-Mun | Mellanvikt      | Bye                  | Cabeza (VEN) KO-2    | i.u.                 | Gómez (CUB) 2-KO     | Gick inte vidare     | Gick inte vidare     | 5         |

## Brottning
Herrarnas fristil
| Brottare       | Viktklass | Omgång 1                                    | Omgång 2                                      | Omgång 3                                 | Omgång 4                                      | Omgång 5                                   | Sista omgången                           |
| Brottare       | Viktklass | Motståndare Resultat                        | Motståndare Resultat                          | Motståndare Resultat                     | Motståndare Resultat                          | Motståndare Resultat                       | Motståndare Resultat                     |
| -------------- | --------- | ------------------------------------------- | --------------------------------------------- | ---------------------------------------- | --------------------------------------------- | ------------------------------------------ | ---------------------------------------- |
| Jang Se-Hong   | 48 kg     | Gombyn Khishigbaatar (MGL) Vinst genom fall | Mohammed Jabbar (IRQ) Vinst genom fall        | Mohammad Aktar (AFG) Vinst genom fall    | Claudio Pollio (ITA) Förlust genom passivitet | Jan Falandys (POL) 13-8                    | Sergej Kornilajev (URS) Vinst genom fall |
| Jang Dok-Ryong | 52 kg     | Ashok Kumar (IND) 7-12                      | Mark Dunbar (GBR) 37-2                        | Mohammad Aynutdin (AFG) Vinst genom fall | Nermedin Selimov (BUL) 6-16                   | Gick inte vidare                           | Gick inte vidare                         |
| Li Ho-Pyong    | 57 kg     | Cris Brown (AUS) Vinst genom fall           | Amrik Singh Gill (GBR) Vinst genom passivitet | Wiesław Kończak (POL) 9-5                | Aurel Neagu (ROU) 10-3                        | Sergei Beloglazov (URS) Förlust genom fall | Dugarsürengiin Oyuunbold (MGL) 7-7       |

## Bågskytte
1980 var tredje gången Nordkorea deltog i det olympiska bågskyttet. Tre deltagare representerade landet.
| Bågskytt      | Gren                   | Första rundan | Första rundan | Andra rundan | Andra rundan | Totalt | Totalt |
| Bågskytt      | Gren                   | Poäng         | Rank          | Poäng        | Rank         | Poäng  | Rank   |
| ------------- | ---------------------- | ------------- | ------------- | ------------ | ------------ | ------ | ------ |
| O Gwang-Sun   | Damernas individuella  | 1195          | 5             | 1206         | 4            | 2401   | 5      |
| Sok Chang-Suk | Damernas individuella  | 1119          | 18            | 1150         | 16           | 2269   | 17     |
| Kim Gye-Jong  | Herrarnas individuella | 1203          | 14            | 1128         | 26           | 2331   | 22     |

## Friidrott

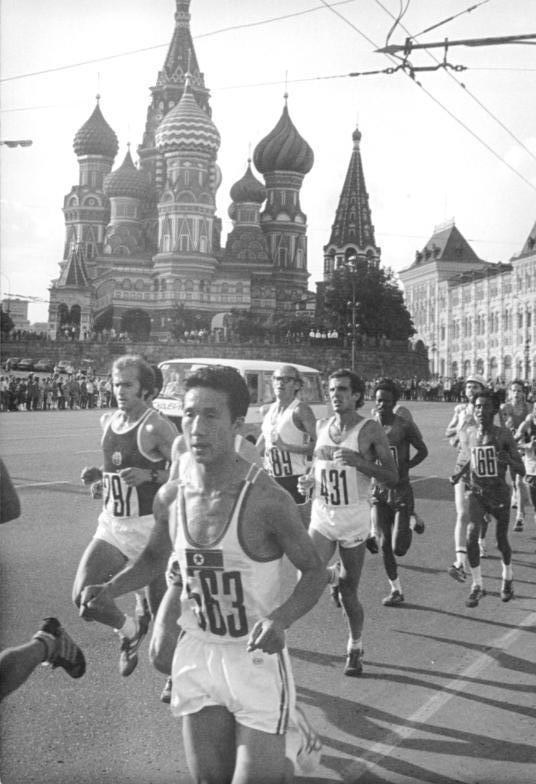
Koh Chun-Son framför Vasilijkatedralen

Herrarnas maraton
- Koh Chun-Son
  - Final — 2-20:08 (27:e plats)

- Li Jong-Hyung
  - Final — 2-21:10 (29:e plats)

- Chang Sop-Choe
  - Final — 2-22:42 (33:e plats)

## Tyngdlyftning
Fem tyngdlyftare i tre viktklasser tävlade för Nordkorea i sommarspelen 1980.
| Tävlande      | Viktklass | Ryck  | Stöt  | Total | Placering |
| ------------- | --------- | ----- | ----- | ----- | --------- |
| Ho Bong-Chol  | 52 kg     | 110   | 135   | 245   | 2         |
| Han Gyong-Si  | 52 kg     | 110   | 135   | 245   | 3         |
| Yang Eui-Yong | 56 kg     | 112,5 | 150   | 262,5 | 5         |
| Choe Jong-Sop | 56 kg     | 105   | 137,5 | 242,5 | 9         |
| Li Gwang-Ju   | 67,5 kg   | 125   | 155   | 280   | 13        |